# Marcipopsis
Marcipopsis là một chi bướm đêm thuộc họ Erebidae.